# So Long, London
«So Long, London» — песня американской певицы и автора-исполнителя Тейлор Свифт. Она была выпущена 19 апреля 2024 года на лейбле Republic Records в качестве пятого трека её одиннадцатого студийного альбома The Tortured Poets Department (2024). Она написала и спродюсировала трек вместе с Аароном Десснером. Чеймбер-поп и синти-поп-мелодия «So Long, London» написана в ритме 4/4 и имеет фортепианный и синтезаторный инструментарий. Её лирическое содержание касается неудачного романа и исследует рассказчика, переживающего его последствия. Музыкальные критики высоко оценили душераздирающую лирику и авторскую работу Свифт в песне «So Long, London», а некоторые из них назвали эту композицию одним из главных моментов альбома.
Свифт исполнила песню «So Long, London» во время восьмого шоу Eras Tour на лондонском стадионе «Уэмбли» 20 августа 2024 года в качестве песни-сюрприза на фортепиано.

## Предыстория
Тейлор Свифт начала работу над The Tortured Poets Department сразу после того, как представила Republic Records, свой десятый студийный альбом Midnights для выпуска в 2022 году. Она продолжала работать над ним в тайне во время американского этапа тура Eras Tour в 2023 году. Замысел альбома возник примерно в то время, когда в СМИ появилась информация о прекращении шестилетних отношений Свифт с английским актёром Джо Элвином. Она назвала этот альбом своим «спасательным кругом», который ей было «очень необходимо» сделать. Republic Records выпустила The Tortured Poets 19 апреля 2024 года. Пятый трек альбома, «So Long, London», вызвал особый интерес фанатов ещё до выхода альбома, поскольку Свифт говорила, что пятый трек каждого её альбома является самым уязвимым и эмоционально насыщенным.

## Композиция
Свифт написала и спродюсировала песню «So Long, London» вместе с Аароном Десснером. Это песня в стиле чеймбер-поп и синти-поп, написанная в хаус-ритме 4/4. Трек открывается многодорожечным вокалом Свифт, исполняющим название, которое, по словам Людовика Хантер-Тилни из Financial Times, напоминает «звон лондонских колоколов»; Саманта Олсон из Cosmopolitan отметила, что они напоминают церковный хор. Затем песня инструментируется дрожащими синтезаторами и мягким фортепиано на фоне приглушённого электронного звукового ландшафта. Джейсон Липшутц из Billboard написал, что «упругие синтезаторы звучат как трясущийся канат», в то время как иногда звучит «сдержанное» фортепиано и «призрачные» гармонии. Алексис Петридис из The Guardian написал, что композиция набирает обороты до «кульминации, которая на самом деле никогда не наступает».
В тексте песни рассказчик описывает неудавшуюся любовь. Бывший партнёр изображён холодным и незаинтересованным, а рассказчик сетует: «Ты оставил меня в доме в одиночестве» / «Ты принёс нас в жертву богам своих самых голубых дней». В тексте героиня Свифт изображена несущей «тяжесть разрыва», её «белая костяшка умирающей хватки держится за твою тихую обиду», и её обида («Я злюсь, что ты позволил мне отдать тебе всю эту молодость бесплатно»). Переживая последствия разрыва, она прощается с партнёром и обществом, которое когда-то считала своим домом. Рассказчик в конце концов отказывается от отношений со словами: «Я прекратила искусственное дыхание, в конце концов, это бесполезно / Дух ушёл, мы никогда не придём в себя»; Алисса Бейли из Elle и Мехера Боннер из Cosmopolitan утверждают, что это отсылка к треку Свифт 2023 года «You’re Losing Me». В конце песни Свифт смиряется со своей реальностью: «До свидания, Лондон, / Был хороший забег, / Минута тёплого солнца, / Но я не та».
Алисса Бейли из Elle назвала песню «душераздирающей». Она интерпретировала текст как описание Свифт причин, по которым она прекратила роман с Элвином. Елена Николау из Today сказала, что текст документально отражает последние моменты отношений, когда один человек отдаляется от другого, а другой пытается сохранить свою связь. Вступление песни, состоящее из накладывающихся друг на друга вокальных партий, напоминает церковный хор; подобные религиозные образы также заметны в треке «False God» из альбома Свифт Lover (2019), который был вдохновлён Элвином. По ходу песни Десснер использует перкуссию, создавая эффект сердцебиения, который также можно услышать в «Wildest Dreams» и «You’re Losing Me». Олсон и Шаад Д’Суза из Pitchfork описали трек как антитезу «London Boy» (2019), треку о влюблённости Свифт в англичанина.

## Отзывы
Хантер-Тилни считает «So Long, London» главным моментом альбома, хваля то, как Свифт рассказывает об обречённом любовном романе «с печалью и накипевшим гневом», а также «красиво холодящий электронный пейзаж». Песня заняла четвёртое место среди восемнадцати треков, включая бонусные песни, в рейтинге альбома, составленном Липшутцем. Он сказал, что текст песни — это «сырая честность». Трек также занял четвёртое место в рейтинге альбомов, составленном Олсоном, который сказал, что он «не уступает своим предшественникам из пятого трека». Джош Курп из Uproxx сказал, что это «леденящее душу дополнение к канону пятого трека». Брайант Вест из USA Today назвал песню «письмом с разбитым сердцем» в Лондон, в котором Свифт когда-то жила.
Уилл Ходжкинсон из The Times оценил песню в пять звёзд и написал: «Сердечная, нежная и поэтичная, это настоящая слёзовыжималка». Нина Мияшита из Vogue Australia назвала её «эмоционально опустошающей». Аналогичным образом Рэйчел Мартин из Notion сказала, что трек «самый болезненный из всех, что были». Нил Маккормик из The Daily Telegraph назвал трек «роскошно грустным и великолепным, лирически-криминалистическим расследованием угасающего романа». Марк Сэвидж из BBC назвал песню «одной из лучших, которые Свифт когда-либо писала».
Автор The Irish Times Финн МакРедмонд высоко оценил вокал Свифт, сказав, что он обладает «неотразимым маслянистым качеством» и считает, что его лучше всего использовать в более низком вокальном регистре. Месфин Фекаду из The Hollywood Reporter считает эту песню одной из лучших с альбома . В менее восторженной рецензии Фиона Шеперд из The Scotsman считает, что, несмотря на «со вкусом подобранные биты» «So Long, London», это один из треков альбома, который «поддаётся старой доброй укрощённости».

## Участники записи
По данным Tidal.
- Тейлор Свифт — вокал, автор песен, продюсер
- Аарон Десснер — продюсер, автор песен, инженер звукозаписи, программирование ударных, электрогитара, фортепиано, синтезаторы
- Сербан Генеа — аудиосведение
- Брайс Бордоне — микс-инженер
- Джонатан Лоу — инженер звукозаписи
- Белла Бласко — инженер звукозаписи
- Бенджамин Ланц — синтезатор, запись синтезатора
- Рэнди Меррилл — мастеринг

## Чарты
| Чарт (2024)                                  | Высшая позиция |
| -------------------------------------------- | -------------- |
| Аргентина (Argentina Hot 100)                | 52             |
| Австралия (ARIA)                             | 4              |
| Бельгия/Фландрия (Ultratop 50)               | 40             |
| Канада (Billboard Canadian Hot 100)          | 5              |
| Чехия (Singles Digitál Top 100)              | 30             |
| Финляндия (Suomen virallinen lista)          | 39             |
| Франция (SNEP)                               | 51             |
| Мир (Billboard Global 200)                   | 4              |
| Исландия (Plötutíðindi)                      | 16             |
| Италия (FIMI)                                | 83             |
| Литва (AGATA)                                | 28             |
| Нидерланды (Single Top 100)                  | 34             |
| Новая Зеландия (Recorded Music NZ)           | 5              |
| Норвегия (VG-lista)                          | 12             |
| Словакия (Singles Digitál Top 100)           | 32             |
| Испания (PROMUSICAE)                         | 45             |
| Швеция (Sverigetopplistan)                   | 8              |
| Швейцария (Schweizer Hitparade)              | 11             |
| Великобритания (OCC UK Singles Downloads)    | 44             |
| Великобритания (UK Singles Sales Chart, OCC) | 79             |
| Великобритания (UK Streaming, OCC)           | 7              |
| США (Billboard Hot 100) ·                    | 5              |